# Siffleur d'Obi
Pachycephala johni
Espèce
Synonymes
- Pachycephala griseonota johni Hartert, 1903[2]

Le Siffleur d'Obi (Pachycephala johni) est une espèce d'oiseaux de la famille des Pachycephalidae (ordre des Passeriformes).

## Systématique
L'espèce Pachycephala johni a été décrite en 1903 par l'ornithologue allemand Ernst Hartert (1859-1933).

## Étymologie
Son épithète spécifique, johni, lui a été donnée en l'honneur du naturaliste allemand d'origine danoise John Waterstradt (d) (1869-1944) qui a fourni l'un des spécimens étudiés et qui a réalisé une importante collection sur les îles Obi (Indonésie.

## Publication originale
- (en) Ernst Hartert, « The Birds of the Obi Group, Central Moluccas », Novitates Zoologicae, Londres, Walter Rothschild Zoological Museum, vol. 10, no 1,‎ avril 1903, p. 1-17 (ISSN 0950-7655, lire en ligne).